# Euphrosine superba
Euphrosine superba är en ringmaskart som beskrevs av Marenzeller 1879. Euphrosine superba ingår i släktet Euphrosine och familjen Euphrosinidae. Inga underarter finns listade i Catalogue of Life.